# Sabri Sarıoğlu
Sabri Sarıoğlu (n. 26 iulie 1984) este un fotbalist turc retras din activitate, care a jucat pe post de fundaș lateral la echipe ca Galatasaray și Göztepe⁠(d). Pe plan internațional, are prezențe la națională pentru Turcia U17⁠(d), Turcia U19⁠(d), Turcia U20⁠(d), Turcia U21⁠(d), Turcia, Turcia U16⁠(d) și Turcia U18⁠(d).

## Cariera pe echipe

### Galatasaray
Născut în Çarșamba, provincia Samsun, Sabri și-a petrecut întreaga carieră la Galatasaray de la juniorat și până în 2017, după ce a trecut pe la toate echipele de tineret a lui Galatasaray. El a fost chemat pentru prima echipă pentru la prima echipă, la vârsta de 17 ani, în sezonul 2001-2002, sub comanda antrenorului român Mircea Lucescu. El a fost inclus în lotul lui Galatasaray pentru Liga Campionilor 2001-2002. În sezonul 2001-2002 a fost pentru prima dată trecut pe foaia de joc a lui Galatasaray pentru un meci oficial, dar nu a jucat nici un minut. El a debutat pentru prima echipă din Prima Ligă Turcă în sezonul următor, 2002-2003, împotriva lui Trabzonspor, pe 4 mai 2003, în echipa condusă de Fatih Terim.
El a marcat cel de-al 100-lea meci jucat pentru Galatasaray pe 10 decembrie 2006 împotriva lui Bursaspor, marcând un gol după ce a construit o fază fantastică de la jumătatea terenului.
După plecarea fostului căpitan Arda Turan la Atlético Madrid, a devenit căpitan în septembrie 2011.
Contractul lui Sabri Sarıoğlu nu a fost reînnoit la sfârșitul sezonului 2016-2017, semnând din postura de jucător liber de contract cu Göztepe.

## La națională
A jucat 44 de meciuri pentru Turcia și a făcut parte din lotul de 23 de jucători care au jucat la  Euro 2008, dând o pasă de gol.

## Titluri
Galatasaray
- Süper Lig (6): 2001-2002, 2005-2006, 2007-2008, 2011-2012, 2012-2013, 2014-2015
- Türkiye Kupası (4): 2004-2005, 2013-2014, 2014-2015, 2015-2016
- Süper Kupa (5): 2008, 2012, 2013, 2015, 2016

Curcan
- Campionatul European: semifinale (1): 2008